# Dunkassa
Dunkassa è un arrondissement del Benin situato nella città di Kalalé (dipartimento di Borgou) con 20.513 abitanti (dato 2006).